# Heads (manga)
Heads (HE∀DS  - ヘッズ –?) è un seinen manga scritto dal romanziere Keigo Higashino e disegnato nonché sceneggiato da Motorō Mase. Il manga è stato pubblicato per la prima volta in Giappone dal 18 luglio 2002 al 24 aprile 2003, raggruppato in 4 tankōbon editi da Shogakukan. In Italia ha mantenuto il raggruppamento originale giapponese in 4 volumi, editi da Planet Manga (divisione della Panini Comics), con cadenza bimestrale dal 27 agosto 2015 al 18 febbraio 2016. È stata inoltre aggiunta, alla fine del quarto volume, una sezione speciale contenente tre opere brevi di Motorō Mase: AREA, Notturno e BODY. Il manga è stato tradotto e pubblicato, oltre che in italiano, in francese da Akata/Delcourt e in tedesco da Carlsen Comics.

## Trama
Junichi Naruse è un ragazzo orfano, di ventidue anni, dal carattere timido e sottomesso, che lavora nel reparto riparazioni di una delle sedi di una grande azienda di elettronica. Nel tempo libero ama dipingere; nel colorificio in cui si rifornisce abitualmente lavora Megumi Hamura, una ragazza che poco dopo diventerà la sua fidanzata. Grazie ai soldi messi da parte col lavoro, Naruse si reca in un'agenzia immobiliare, la "Banba SPA", per cercare una casa in cui andare a vivere con la sua nuova compagna. Mentre si trova nell'agenzia avviene però una rapina e il protagonista, vedendo una bambina in pericolo, si getta su di lei per salvarla. Il colpo di pistola del rapinatore penetra la testa di Naruse che cade a terra privo di sensi.
Dopo tre settimane di coma vegetativo, Junichi si risveglia e viene a sapere di essere stato il primo paziente al mondo ad aver subito un trapianto di cervello; il proiettile aveva infatti perforato parte del suo emisfero cerebrale destro, sostituito poi con quello di un donatore. L'intervento, eseguito dal dottor Dogen e dai suoi due assistenti, Naoko Tachibana e Wakao, è avvenuto all’Ospedale Universitario Towa. In seguito viene detto a Naruse che il rapinatore si è suicidato poco dopo aver compiuto la rapina, in cima ad un palazzo, dopo un inseguimento della polizia. La notizia del primo trapianto di cervello al mondo finisce su tutti i media e così la giornalista Higuchi, insieme all'assistente/cameraman Morino, decidono di cercare il paziente per intervistarlo sugli eventuali cambiamenti nella vita quotidiana dopo l’operazione.
Nel frattempo Junichi scopre che il donatore era uno studente di 21 anni, Tokio Sekiya, morto in seguito a un incidente stradale; tuttavia, per motivi di privacy, è impossibile per lui conoscere di persona i familiari dello studente e ringraziarli. Il giorno seguente Megumi fa visita al protagonista, portandogli il suo album da disegno. La ragazza spiega a Junichi che è stata lei a dare il permesso ai dottori per l’operazione in quanto era il suo familiare più vicino. Poco dopo un poliziotto di nome Kurata si reca da Naruse per fare chiarezza sulla rapina. L'agente gli spiega che il rapinatore, un ventiseienne di nome Shunsuke Kyogoku, ha agito per vendetta: era infatti il figlio del proprietario dell'agenzia immobiliare, Tetsuo Banba, nato da una relazione extraconiugale e mai riconosciuto da quest’ultimo. A causa di ciò il padre ha sempre negato un aiuto economico alla madre di Kyogoku, morta in seguito alle complicazioni di un raffreddore.
Due settimane dopo il protagonista conosce i genitori di Noriko, la bambina che aveva salvato durante la rapina. Il padre, Michihiko Saga, è un avvocato e si è gentilmente offerto di pagare le sue spese ospedaliere. Junichi viene quindi dimesso e torna a casa insieme alla sua fidanzata. Il giorno seguente si accorge sia di aver modificato il suo tratto di disegno sia di non aver dipinto le lentiggini a Megumi, dettaglio che al protagonista piaceva particolarmente. Le aggiunge piangendo, non capendo come fosse possibile tale dimenticanza. La sera stessa lancia poi un album di fotografie contro la parete del muro del vicino urlandogli di fare meno rumore. Iniziando a preoccuparsi di questi suoi cambiamenti, Junichi decide di recarsi dal dottor Dogen che però lo rassicura e lo incita a fare esercizi fisici e mnemonici. La sera stessa Higuchi e Morino bussano alla porta del protagonista per proporgli un’intervista, ma questi rifiuta.
Tuttavia Junichi, per comprendere se i suoi cambiamenti siano dovuti al trapianto, decide di chiedere al dottor Dogen se può incontrare il padre di Tokio Sekiya fingendosi un suo assistente. Parlando col padre di Tokio, Akio Sekiya, il protagonista viene a sapere che questo era un ragazzo viziato, prepotente e rissoso, che rifiutava ciò che non andava secondo la sua volontà, dalla facile arrabbiatura. Deducendo sempre più che i cambiamenti in sé riscontrati siano dovuti al cervello di Tokio, Junichi torna a parlare col dottor Dogen, il quale continua a sostenere che siano semplici coincidenze e che sia tutto nella norma.
Il giorno dopo Junichi torna al lavoro ma nota che tutti intorno a lui sono pigri e inetti e che nessuno si applica per migliorare la situazione. La sera seguente, durante la festa per il suo ritorno al lavoro, il protagonista si scontra con un suo collega, Sakai, che per poco non uccide. Junichi trascorre il giorno dopo in compagnia di Megumi, trovandola però fastidiosa e a tratti insopportabile. Durante la giornata, i due incontrano anche il vicino, Usui, insieme alla madre, intenti a fare compere nei negozi. I quattro fanno merenda tutti insieme per poi tornarsene, alla sera, ognuno nella propria abitazione. Nottetempo Usui si reca da Junichi per ringraziarlo di non aver detto la verità alla propria madre riguardo al pessimo andamento universitario e al comportamento sregolato da lui tenuto abitualmente. Il ragazzo aggiunge anche che i genitori sono felici di spendere molto denaro per i figli e che quindi non si sente affatto in colpa. Dopo aver detto ciò saluta il protagonista e se ne torna a casa. Junichi, accecato dalla rabbia verso il vicino per quello che aveva appena detto, decide di andare a ucciderlo ma viene fermato da una telefonata di Megumi, alla quale risponde in maniera maleducata.
Il giorno seguente Wakao spiega al protagonista che forse la colpa dei suoi improvvisi cambiamenti può essere attribuita alla porzione di cervello trapiantatogli ma essendo soltanto una teoria è necessario che questa rimanga un segreto tra i due. I giorni successivi Junichi sembra aver perso la capacità di disegnare e l’amore verso Megumi, iniziando contemporaneamente a fare sogni erotici su Tachibana. Il protagonista, cercando risposte più consistenti, torna nel bar di proprietà di Akio Sekiya, ma improvvisamente, mentre sta parlando con quest'ultimo, dalla porta del retrobottega si presenta il barista affermando di essere il vero padre di Tokio e spiegando che l'uomo con cui aveva parlato la volta precedente era soltanto un attore, suo cliente. Il vero padre di Tokio spiega che l'ospedale gli aveva offerto del denaro per mentire a un giornalista che sarebbe venuto per intervistarlo sul figlio.
Junichi scopre che in realtà Tokio Sekiya era un ragazzo tranquillo ed educato, l’opposto di come veniva descritto la prima volta. Il protagonista si reca quindi infuriato all’ospedale Universitario Towa, dove si trova il dottor Dogen. Questo spiega di essere all'oscuro di tutto e che probabilmente è stato Wakao a organizzare il piano; tuttavia quest'ultimo è partito per un convegno. Junichi decide così di non voler mai più avere a che fare con il personale medico dell’ospedale. Il ragazzo cambia intanto taglio di capelli e, mentre si trova a un piano bar, si rende conto di essere catturato dalla melodia di un pianoforte, disturbata però da un gruppo di ragazzi. A causa dello scontro con uno di questi finisce in commissariato. Qui viene a trovarlo l’avvocato Saga che, dopo averlo riportato a casa, ne approfitta per invitarlo a una futura cena.
Nel frattempo Tachibana va a fare visita a Junichi e i due si mettono d'accordo per scoprire la verità sul suo trapianto. Megumi torna poi a vivere momentaneamente dai suoi genitori e così il protagonista decide di chiedere a Tachibana se può accompagnarlo a cena dalla famiglia Saga. Questa accetta e dopo la cena, mentre l'avvocato riporta i due a casa, spiega a entrambi che il rapinatore, Shunsuke Kyogoku, amava la musica e in particolare il pianoforte. Arrivati a casa, sia Junichi che Tachibana pensano che il cervello trapiantato sia stato quello di Kyogoku e così, il giorno dopo, il protagonista chiede al commissario di polizia se vivesse ancora qualcuno a casa del rapinatore. Kurata risponde che Kyogoku aveva una sorella gemella, Ryoko.
Junichi si reca da quest'ultima che gli spiega come il fratello provasse un bene morboso verso la madre e come non avesse mai accettato la sua morte. Infine, dopo avergli spiegato la passione di Kyogoku per la musica, gli regala il pianoforte giocattolo del fratello. Tornato dal dottor Dogen, minacciando di vendere la storia ai media, Junichi riesce a far ammettere al medico che il donatore era in realtà lo stesso criminale che gli aveva sparato, morto dopo tre settimane di coma. Kyogoku si era anche segnato nella lista dei donatori d'organi e così, dopo aver controllato la compatibilità tra i due cervelli, si è proceduto al trapianto. Il dottore spiega al protagonista che i medici sono stati spinti a quel gesto da politici e uomini potenti che speravano di rimanere sempre giovani attraverso operazioni come questa.
Dopo aver scoperto ciò, temendo di perdere l’identità di Junichi Naruse, il protagonista inizia a scrivere un diario al computer. Successivamente intraprende una relazione con Tachibana ma ben presto scopre che questa era in realtà interessata al suo diario e così la uccide. Tre giorni dopo Wakao minaccia di morte Junichi, affermando di sapere che è coinvolto nella sparizione della propria collega ma il protagonista sembra non preoccuparsene e tornando a casa trova Megumi ad aspettarlo. Questa, nonostante la confessione del protagonista sull’omicidio di Tachibana, decide di rimanere al suo fianco. I due fuggono insieme e si stabiliscono nel residence in cui viveva la ragazza.
Due giorni dopo anche l’avvocato Saga scopre la verità sul trapianto di Junichi e di come l'ospedale lo stia cercando prima che il caso diventi pubblico. Contemporaneamente, al residence dove risiede Junichi, un paio di uomini, fingendosi corrieri, lo rapiscono stordendolo. Il protagonista si risveglia in una stanza di un palazzo; i due malviventi affermano di aver ricevuto l'ordine di ucciderlo e che a tradirlo è stata Megumi, rivelando loro dove lui si trovasse. Prima che i due attentatori brucino la stanza, cosparsa di benzina, interviene Wakao. Quest'ultimo spiega come siano uomini assoldati da lui stesso e come in realtà sia stato proprio lui a far morire Kyogoku e a falsificare la sua registrazione come donatore d’organi.
Junichi in preda alla rabbia riesce a provocare a tal punto Wakao da fargli perdere la calma. Questo decide quindi di ucciderlo immediatamente con una pistola anziché bruciarlo ma i due uomini lo fermano spiegandogli che altrimenti non sarebbe potuto sembrare un incidente. Tuttavia, durante la colluttazione, viene esploso un proiettile che uccide lo stesso Wakao. La stanza, a causa della caduta accidentale dell’accendino degli attentatori, prende fuoco e i due uomini fuggono. Anche Junichi riesce a fuggire, intenzionato a vendicarsi di Megumi. Tuttavia, una volta giunto al residence, non riesce ad ucciderla in quanto la parte di cervello del "vero" Junichi prende il sopravvento. Dopo aver distrutto il pianoforte giocattolo di Kyogoku, la mattina seguente, decide di recarsi all’ Ospedale Universitario di Towa per chiedere al dottor Dogen di asportargli la parte di cervello di Kyogoku.
Quest’ultimo si rifiuta e Junichi, furioso, decide di chiamare Higuchi e di rivelare tutta la verità alla stampa. Subito dopo si reca nell’agenzia immobiliare "Banba SPA" e prende in ostaggio il proprietario dell'agenzia, Tetsuo Banba, padre di Kyogoku, portandolo sul tetto dell’edificio. Dopo aver gettato una cascata di denaro dalla cima del palazzo, aver obbligato l’ostaggio ad ammettere di essere il padre di Kyogoku e avergli intimato di scusarsi, riesce anche a fargli urlare, dal tetto, tutti i reati fiscali commessi. Poco dopo arriva la polizia per catturare Junichi ma questo, dopo aver rilasciato Tetsuo e aver sottratto al poliziotto Kurata un'altra pistola decide di suicidarsi sparandosi contemporaneamente con le due armi alla testa.
Il manga si conclude in una galleria d’arte allestita da Megumi, qualche mese dopo, in onore di Junichi, in cui si trovano la stessa Megumi e Ryoko, oltre a Higuchi. Quest’ultima ripensa all’arresto di Testsuo Banba per evasione fiscale e al dottor Dogen, trovato morto nella sua auto. Contemporaneamente Megumi spiega a Ryoko di aspettare un bambino e spera che il nascituro possa essere buono e gentile come il padre.

## Personaggi
- Junichi Naruse – È il protagonista del manga: ragazzo poco più che ventenne, orfano dei genitori da quando era alle superiori. Appassionato di pittura a olio: ha un carattere umile, sottomesso e timido.
- Megumi Hamura – La fidanzata di Junichi. Lavora in un colorificio e ha un carattere dolce e sensibile. Anche lei è timida come il proprio fidanzato. Ama fare shopping. Deciderà di stare sempre vicino al protagonista nonostante i suoi cambiamenti.
- Shunsuke Kyogoku – Il rapinatore che colpirà il protagonista durante la rapina. Prova un affetto morboso verso la madre. Ha studiato musica suonando anche il pianoforte. Odia profondamente il padre, reo ai suoi occhi di aver trascurato la madre e di averla lasciata morire senza fornirle il denaro di cui aveva bisogno. Ha una sorella, Ryoko.
- Dottor Dogen – Il dottore a capo del team che esegue il trapianto di cervello a Junichi. Si dimostra sempre scrupoloso e attento a non far sapere a Junichi i particolari dell’intervento. Subisce però la pressione dei politici e degli uomini di potere.
- Naoko Tachibana – Assistente del dottor Dogen; gentile ed educata riesce ad aiutare Junichi nella riabilitazione. Verrà uccisa da quest’ultimo dopo aver scoperto che in realtà aveva il compito di tenerlo sotto controllo a sua insaputa.
- Wakao – Altro assistente del dottor Dogen. Sprona quest’ultimo a rivelare informazioni sull’intervento a Junichi. È innamorato segretamente di Tachibana e dopo la morte di quest’ultima cercherà vendetta tentando di uccidere il protagonista. È stato colui che ha segretamente permesso il trapianto di cervello uccidendo Kyogoku e fingendo una sua registrazione tra i donatori d’organi. Morirà tuttavia a causa di una colluttazione con gli assassini da lui stesso assoldati.
- Higuchi – Giornalista che comprende subito l’importanza a livello mediatico del trapianto di Junichi. Inizialmente lo cerca con caparbietà e non si arrende. Proverà a scambiare informazioni sul donatore in cambio di un’intervista. Alla fine le notizie sui cambiamenti comportamentali di Junichi verranno insabbiate rendendo inutili i suoi sforzi.
- Morino – Cameraman e aiutante di Higuchi. Farà di tutto per aiutare la sua collega nel farsi concedere un’intervista da Junichi.
- Ryoko Kyogoku – Sorella di Shunsuke, si dimostra sempre gentile, educata e disponibile sia con Junichi prima che con Megumi poi.
- Usui – Il vicino di casa di Junichi: un tipo chiassoso e irrispettoso. Mente ai genitori frequentando poco l’università, stando in casa, usando i videogiochi e invitando amici fino a notte fonda. Nonostante il suo comportamento non prova nessun senso di colpa e anzi sprona i genitori a dargli più soldi.
- Noriko Saga – La bambina salvata da Junichi durante la rapina. Non si renderà conto del pericolo a cui è scampata. Molto educata e cordiale ma al tempo stesso schietta; studia pianoforte nonostante, a detta del padre, non sembri essere molto portata.
- Michihiko Saga – Padre di Noriko; è un avvocato che si dimostra subito estremamente grato a Junichi, ringraziandolo sia economicamente che professionalmente.
- Kurata – È il poliziotto a capo dell’indagine sulla rapina in cui è stato coinvolto Junichi. È un uomo dedito al lavoro e intento ad aiutare sempre il protagonista sia offrendogli le informazioni da lui richieste sia consigliandogli il modo migliore in cui comportarsi in diverse circostanze.
- Tetsuo Banba – Presidente della Banba SPA e padre di Shunsuke. È un uomo d’affari molto ricco che non ha voluto riconoscere il figlio ammettendo solamente di avere avuto rapporti con la madre di questo. Confesserà di essere il padre, oltre ai suoi reati, solo dopo che il protagonista lo minaccerà con una pistola.
- Tokio Sekiya – Studente ventunenne morto in seguito a un incidente stradale e inizialmente identificato come il donatore della porzione di cervello. Si sa solo, a detta del padre, che era un ragazzo gentile ed educato, tranquillo e timido.
- Akio Sekiya – È il padre di Tokio, proprietario di un bar aperto insieme alla moglie. Dopo la morte del figlio è stato sommerso dai debiti. Accetta inizialmente i soldi offerti dall’ospedale per mentire sul figlio. Pentitosi, dirà tutta la verità, dimostrandosi ancora molto legato a Tokio.
- Matsuo – Un cliente abituale del bar di Akio: ex attore in pensione che si offrirà di interpretare la parte del padre di Tokio in cambio di una ricompensa da parte dello stesso Akio.
- Kasai – Un collega amico di Junichi. Sarà il primo ad andare a visitare il protagonista dopo l’operazione e a rendersi conto dei suoi iniziali cambiamenti. Si dimostra sempre leale e sincero.
- Sakai – Collega di Kasai e Junichi; si comporta prepotentemente nei confronti di quest'ultimo e finirà per scontrarcisi rischiando la vita. Pigro e inetto, non fa nulla affinché la situazione lavorativa cambi.
- Kawai – Fa parte della redazione del Weekly Post insieme a Higuchi e Morino. Sarà colui che riuscirà a trovare informazioni sul donatore di Junichi. Estremamente abile nell’utilizzo dei computer.
- Okae – Collega di Junichi, Kasai e Sakai, verrà preso ad esempio come dipendente che riesce a licenziarsi dall’azienda e a trovarsi un altro lavoro più appagante. Ha un carattere arrogante e insolente.
- Shibata – Collega di Junichi che viene inizialmente ammirato da quest’ultimo. Si rivelerà essere un semplice impiegato a cui piace la situazione di inefficienza in cui l’azienda si trova.
- Yabe – Collega di Junichi che si dimostra servile, arrendevole, pauroso e conseguentemente ridicolo. Fisicamente obeso.

## Ambientazione
Il romanzo si svolge nell’area di Towa, all’interno del quartiere speciale Adachi, a nord del centro di Tokyo. L’ospedale a cui si fa riferimento nel manga è appunto quello universitario di Towa.
Non vengono fatti accenni sull'anno in cui si svolge il manga; sappiamo soltanto che grazie alla tecnologia medica più avanzata è stato possibile il primo trapianto di cervello di un uomo adulto al mondo. È stato specificato però che sono già stati fatti in precedenza, nel mondo, trapianti di cervello ma si trattavano solamente di frammenti di cervello embrionale. Questo perché, si afferma poco dopo, a meno di non usare cellule cerebrali in grado di scindersi, i circuiti neuronali non avrebbero potuto collegarsi correttamente.

## Produzione
Il manga nasce dalla collaborazione tra Keigo Higashino e Motorō Mase e viene serializzato in Giappone sulla rivista Weekly Young Sunday tra il 18 luglio 2002 e il 24 aprile 2003. In Italia il fumetto è arrivato tra il 2015 e il 2016.
L'idea dell'opera è di Keigo Higashino, uno scrittore e saggista giapponese, che ha pubblicato soprattutto romanzi gialli e libri di stampo thriller-poliziesco grazie ai quali ha potuto ricevere diverse onorificenze in Giappone, negli Stati Uniti e in Francia.
I disegni e la sceneggiatura sono stati affidati a Motorō Mase, giapponese come Higoshino e autore di "Ikigami" e "Demokratia". "Heads", pur essendo stato completato nel 2003, arriva in Italia dopo "Ikigami", opera assai famosa e dal grande successo, che fu però posteriore al manga scritto insieme a Higashino (essendo stato creato e pubblicato in Giappone dal 2005 al 2011 e in Italia dal 2007 al 2013).

## Media

### Il Manga
Il manga nasce dalla collaborazione tra Keigo Higashino e Motorō Mase. Il primo ha curato la storia e il secondo ha sceneggiato e disegnato il tutto.
L'opera si compone 36 capitoli, tutti pubblicati, raccolti in 4 tankōbon (fino al capitolo 36). Questi, sono stati pubblicati in Italia dalla Planet Manga nella collana Manga Life, a partire dall'agosto 2015.
Altre edizioni:
| Stato    | Casa editrice                           |
| -------- | --------------------------------------- |
| Giappone | Shogakukan                              |
| Italia   | Planet Manga divisione di Panini Comics |
| Francia  | Akata/Delcourt                          |
| Germania | Carlsen Comics                          |

## Accoglienza
L’opera è stata inserita nelle prime venti posizioni della classifica italiana di serie manga ed editori, stilata dalle migliaia di utenti del sito AnimeClick.it ad agosto 2015, ottobre 2015 e febbraio 2016, mentre nel dicembre 2015 il volume numero 3 si è piazzato al ventiseiesimo posto.
Il manga ha ricevuto una serie di giudizi discreti sia nei forum sia su siti specializzati.
Oltre agli effetti del trapianto di una porzione di cervello vengono affrontati anche altri due temi che sono stati particolarmente apprezzati dai lettori: fino a dove può spingersi la scienza e la medicina senza ledere in maniera significativa la dignità della persona e se sia giusto o meno salvare una vita umana se questa poi risulterà completamente trasformata. Il manga risponde negativamente in questo caso.
Un altro tema importante che ha fatto apprezzare il manga è la rappresentazione di un mondo scientifico corrotto, governato da poteri forti che si aspettano rapidi successi dall'attività di ricerca. Ciò ha portato anche a una totale noncuranza etica nei confronti del protagonista che, "dietro a una finta umanità, viene trattato alla stregua di un animale da laboratorio". Anche la parte sentimentale è stata molto gradita e "in particolare il coraggio di Megumi che prima autorizza il trapianto e poi non rinnegherà mai il suo amore nonostante i terribili cambiamenti provocati dalla presenza dell'alter ego di Junichi."
In particolare al pubblico è piaciuta la trama che gradualmente tratta la mutazione del comportamento e del pensiero del protagonista. Molto apprezzati sono stati anche i disegni di Motorō Mase, ritenuti puliti ma al tempo stesso in grado di “dare emotività ed enfasi alle scene restituendo appieno il turbamento intimo del protagonista”. I personaggi sono risultati credibili e la lunghezza ridotta del manga aiuta a evitare “momenti monotoni e sotterfugi creati dall’autore per aumentare il numero dei capitoli”.
Ciò che invece non ha convinto i lettori è stato il finale ritenuto troppo affrettato rispetto al ritmo del resto della narrazione. Un aspetto che i lettori hanno poi sottolineato sono le riflessioni sull’eticità o meno del trapianto di cervello (o di una parte di esso in questo caso) che nascono leggendo il manga.

## Riferimenti medico-culturali
I riferimenti al mondo della medicina sono presenti durante tutto il corso dell’opera. Inizialmente il professor Dogen si riferisce a Junichi come un host, ovvero un ospite, termine medico utilizzato per riferirsi al paziente sul quale viene effettuato un trapianto. Vengono accennati, durante il resoconto medico, anche tecnicismi medici come “centro del linguaggio”, “funzioni mentali”, “cellule cerebrali”, “impianto criogenico”, “stato vegetativo”. Quando Junichi si risveglia dal coma, viene informato da Tachibana di trovarsi nel reparto di neurochirurgia dell’ospedale universitario. Per quanto riguarda il trapianto di cervello il dottor Dogen spiega che la probabilità di trovare un cervello (o una porzione di esso) compatibili con l’ospite sono di una su centomila o addirittura una su un milione.
Attualmente, però, essendo ritenuta impossibile tale operazione non è possibile confermare né smentire i dati offerti dal dottore. Sempre quest’ultimo afferma anche che il cervello non è un “organo speciale” bensì un organo come tutti gli altri, al pari del cuore o del fegato. Si dice poi che il donatore fittizio, Tokio Sekiya, è iscritto al registro dei donatori di organi, realmente esistente. Wakao, inoltre, fa riferimento al comitato di bioetica, anch'esso realmente esistente.
Viene anche detto che Junichi dovrà presentarsi periodicamente all'ospedale per la riabilitazione e per le visite di controllo; anche questa è una tipica prassi post-operazione presente anche nella realtà. Nel secondo volume viene poi citato il DPTS, sigla che indica il disturbo post traumatico da stress, presente e diagnosticabile a chi ha subito un forte trauma. Poco dopo viene spiegato come il lobo temporale destro sia adibito alla memoria, affermazione corretta dal punto di vista medico, anche se non completa. Tale porzione di cervello si occupa infatti, anche degli stimoli uditivi non verbali, del riconoscimento e della produzione del linguaggio.
Come esercizio di riabilitazione per la memoria viene detto di riportare spesso alla mente ciò che è stato fatto in precedenza. Il dottor Dogen per tranquillizzare inizialmente Junichi gli spiega che ci sono stati diversi esempi di individui che, dopo un lungo ricovero, hanno faticato a rientrare nella società e si sono scoperti a pensare diversamente rispetto a prima dell'operazione. Un altro riferimento al mondo della medicina viene mostrato facendo leggere al protagonista un libro fittizio sulle neuroscienze intitolato “La scienza del cervello, tutto ciò che non sai sulle neuroscienze”. Sempre nel secondo volume il dottor Dogen fa riferimento al corpo calloso come un “cavo” che unisce i due emisferi e rende la coscienza unitaria.

## Trapianto di cervello
Il tema centrale di tutta l'opera è il trapianto del cervello. Nel fumetto, grazie alle più avanzate tecnologie mediche, è stato possibile trapiantare una porzione di cervello di una persona morta ad un'altra in stato di coma vegetativo. Il paziente, specifica poi il dottor Dogen, è sopravvissuto perché la zona del cervello adibita al controllo degli organi non è stata toccata ma, al contempo, senza il trapianto, non avrebbe mai più potuto riprendere conoscenza. Per quanto riguarda la compatibilità dei due cervelli, il dottore spiega che era necessario che tutte le ventisei caratteristiche per il trapianto corrispondessero tra i due organi. Inoltre, il dottore afferma che, grazie a quest’operazione, non ci sarà più bisogno di dare al cervello uno status di organo speciale rispetto a tutti gli altri. Il resto del fumetto tratta le possibili (e al momento ipotizzabili) ripercussioni che un’operazione del genere può comportare su un individuo, in particolare sul cambiamento della personalità, del comportamento e in generale delle funzioni logico-cognitive.
Attualmente gli unici tentativi di trapianto di cervello sono stati effettuati su cani e su scimmie, negli anni ’60 e ‘70 del XX secolo, da parte del neurochirurgo Robert White. Tale pratica ha suscitato un forte dibattito nella comunità scientifica per la sua crudeltà.
Nel 1999 lo stesso White ha poi riproposto la sua idea sostenendo che fosse attuabile anche sugli esseri umani. A tale affermazione ha risposto il premio Nobel Jean Dausset sostenendo che un'operazione del genere sia infattibile a causa “delle numerose sostanze generate nel corpo che influiscono in maniera capitale sul funzionamento del cervello e quindi su tutto il comportamento della persona a partire da quello psichico, tanto che corpo e cervello sono indissociabilmente legati nella elaborazione del comportamento e del pensiero."
Oltre all'impossibilità tecnica, nell'articolo, si fa riferimento anche all’inammissibilità morale, ovvero alle gravissime conseguenze che un’operazione del genere comporterebbe sul senso di identità e sui vari aspetti e livelli della vita dell’ospite dopo l’operazione.
Nel 2013 un neurochirurgo torinese, Sergio Canavero, ha pubblicato sull’SNI (Surgical Neurology International) un progetto, denominato HEAVEN, che mostrava come fosse possibile, per il medico, eseguire un trapianto di testa con collegamento spinale. Tale notizia è stata riportata su molti siti web, agenzie di notizie e mass media in generale. In risposta a Canavero ci sono stati molti pareri che mostravano l'impossibilità del progetto del neurochirurgo torinese.
In particolare Francesco Di Meco, direttore del Dipartimento di neurochirurgia dell'Istituto Neurologico Carlo Besta di Milano, ha affermato che ““oggi possiamo, grazie alla realtà virtuale, ‘camminare’ dentro la testa del paziente per esempio; non escludo che un giorno si possa fare questo tipo di intervento, così come forse un domani sarà possibile il teletrasporto su Marte, ma al momento è irrealizzabile”. “Non ci sono lavori scientifici né pubblicazioni che suffragano questa possibilità”.
Un altro parere discordante è quello del direttore dell'Istituto di Neurochirurgia dell'Università Cattolica, Giulio Maira, che sostiene come “Il trapianto di testa dal punto di vista tecnico al momento è un traguardo fantascientifico" e l'annuncio del medico torinese è "una notizia estremamente inattesa e mancano ad oggi le basi sperimentali e di conoscenza che possono permettere di affermare tanto". Maira rileva inoltre che, nell'articolo che ha pubblicato sulla rivista "Surgical Neurology International", Canavero spiega di aver fatto esperimenti con macachi e di aver usato dei polimeri inorganici detti fusogeni che dovrebbero, secondo Canavero, "ricucire" la lesione midollare. "Ma è difficile passare dalla parte sperimentale alla parte umana - sottolinea Maira - senza contare i dubbi etici che una simile sperimentazione aprirebbe".
Anche il professor Gilberto Corbellini dell'Università La Sapienza di Roma ha commentato la notizia dicendo che “trapiantare la testa di una persona sul corpo di un altro è qualcosa di inverosimile dal punto di vista tecnico-scientifico e non plausibile dal punto di vista biologico, perché il cervello di una persona non funzionerebbe sul corpo di un'altra.”
Anche Andrea Bellelli, professore Ordinario di Biochimica all’Università di Roma La Sapienza, in un suo articolo ha spiegato come la pratica del trapianto di cervello sia attualmente impossibile. Un altro parere, che pensa che tale operazione sia impossibile, è quello del neurochirurgo Giovanni Migliaccio che in un articolo spiega come non solo sia inattuabile adesso per quanto riguarda i limiti tecnologici ma che, molto probabilmente, viste le condizioni etiche e morali, non sarà mai praticata.

## Sezione speciale
La sezione speciale, che si trova alla fine del manga in edizione italiana (dopo il capitolo 36), contiene le seguenti tre opere brevi di Motorō Mase:
-AREA: Opera selezionata per il quarantatreesimo premio Shogakukan per autori esordienti. È apparsa sul volume speciale del Big Comic Original del 12 aprile 1999. L'opera racconta la storia di una nave spaziale che rapisce gli esseri umani, uno alla volta, apparentemente senza alcun motivo se non per quello di esaminarli.
Il protagonista, Tom, è un netturbino che, una volta rapito, si troverà dentro l'astronave, sospeso nel vuoto, sopra una porzione di cemento prelevata insieme a lui. Successivamente viene a sapere da un altro ostaggio, il signor Tanaka, che nel luogo in cui si trovano non cresce mai la barba, non si ha il bisogno di andare in bagno e non viene la fame. Il tempo sembra in pratica fermarsi per gli ospiti all'interno della nave. Poco dopo conosce un'altra ospite, una militare dell'ONU, Jackie, rapita mentre si trovava in missione a Sarajevo. Questa chiede al protagonista di scappare insieme a lei ma Tom rifiuta e così Jackie si lascia cadere nel vuoto sotto di lei.
Successivamente il signor Tanaka viene rapito per diventare il soggetto di esperimenti e così Tom, ormai lasciato da solo, decide di fare come Jackie e lanciarsi verso il vuoto a lui sottostante. Dopo essere stato catturato dalle guardie robotiche mentre tentava di fuggire, il protagonista si ritrova nello spazio di terreno da cui era stato precedentemente prelevato e, resosi conto che le stesse guardie lo hanno fatto ritornare a Londra, la sua città, decide di andare dal proprio capo, il quale gli spiega che a causa del suo mese di assenza è stato licenziato e rimpiazzato da un'altra persona. Infine gli viene consegnata una lettera, di Jackie, contenente una sua foto felice mentre aiuta un ragazzo in una missione ONU.
-Notturno: Opera apparsa sul volume speciale del Big Comic Original del 12 aprile 2000, dedicato al premio Big Comic Original per autori esordienti. La storia inizia con un uomo, Jim Norton, che sta trasportando con urgenza la moglie Sara all'ospedale poiché questa ha iniziato le doglie con un giorno di anticipo. Alla radio, nel frattempo, il notiziario informa che la scorsa notte, nei boschi in cui stanno transitando i protagonisti, è stato rinvenuto il corpo senza vita di una donna ma il colpevole, un presunto serial killer, non è stato ancora trovato. All'improvviso un cervo attraversa la strada e Jim, per evitarlo, finisce (insieme alla stessa Sara nei sedili posteriori) contro un albero.
Dopo aver fermato un'auto guidata da una signora anziana di nome Kethy Sherwood, e averla rassicurata di non essere lui il serial killer che si aggirava nei paraggi, Jim viene a sapere dalla donna che anche lei stava trasportando un infermo e che, essendo stata un'infermiera sa come far nascere il suo bambino. Il protagonista accetta quindi di portare l'infermo all'ospedale al posto della donna, mentre quest'ultima si occuperà di Sara sul posto, non potendola trasportare all'ospedale in quanto le si sono già rotte le acque. Durante il viaggio verso l'ospedale Jim trova un telefono pubblico e ne approfitta per chiamare un'ambulanza, segnalando il fatto che la moglie è in procinto di partorire. Prima di ripartire, il protagonista nota che l'uomo trasportato ha ferite da arma bianca ma, senza farsi prendere dal panico, pensando di aver lasciato Sara con un'ipotetica serial killer, continua la corsa all'ospedale.
Qui l'uomo dice a Jim di stare attento perché è stata la donna ad accoltellarlo e così il protagonista riparte a tutta velocità verso il luogo in cui aveva lasciato Kathy e Sara. Giunto sul posto nota la polizia che ha appena arrestato l'anziana e, fatto salire su un'ambulanza, trova Sara con accanto il figlio appena nato. Un agente spiega quindi a Jim che è stata Kathy a far nascere il bambino e che l'uomo che ha portato all'ospedale è Patrick Sherwood, figlio di Kathy nonché il serial killer che la polizia stava cercando, accoltellato dalla stessa madre. Quest'ultima, una volta venuta a conoscenza dei delitti del figlio, insofferente nei suoi confronti, l'ha accoltellato ma pentitasene, voleva portare la vittima in ospedale prima che fosse fermata dallo stesso Jim. Nel frattempo la polizia viene a sapere della conferma del decesso di Patrick e Jim, ringraziando Kathy, si sente rispondere solamente “Sii un buon padre”.
-BODY: Opera pubblicata sul numero speciale di Big Comic Superior del 6 febbraio 2001. L'opera inizia mostrando il signor Yuichi Watanabe al pronto soccorso, mentre parla con una dottoressa di suo fratello, ritenuto in condizioni gravi ma con ancora qualche speranza. L'uomo spiega come il fratello gemello Koji, fin da piccolo, fosse debole di salute e non andasse bene a scuola. In conseguenza a ciò, quest'ultimo aveva sviluppato un forte senso di inferiorità nei confronti di Yuichi, che invece era un ottimo studente e in buona salute. Koji, dopo essere stato colpito dalla prestanza fisica di un bodybuilder, aveva deciso di allenarsi per migliorare il proprio fisico.
Dopo tre mesi di allenamenti iniziò a vedere i primi risultati ed, entusiasta, continuò gli esercizi. Tre anni dopo i due fratelli si incontrarono di nuovo; Koji spiegò a Yuichi come il prossimo anno volesse iscriversi al torneo di bodybuilding nazionale e lo invitò alla palestra dove egli si recava quotidianamente. Qui Yuichi si rese conto di quanto fosse cambiato fisicamente Koji, diventando anche più sicuro di sé, fino a comportarsi da gradasso.
Dopo cinque mesi, un istruttore notò che Yuichi aveva una predisposizione naturale al bodybuilding e così lo invitò ad allenarsi seriamente. Questo, inizialmente poco interessato agli esercizi, decise di provare, non riuscendo più a tollerare la superbia di Koji che nel frattempo, sentendosi ancora una volta superato da Yuichi, iniziò a prendere steroidi anabolizzanti e integratori vietati nelle competizioni nazionali. Ciò fece crescere esponenzialmente il suo corpo in poco tempo. Tuttavia la Federazione di Bodybuilding lo aveva colto positivo a un test antidoping effettuato a sorpresa e di conseguenza lo aveva bandito a tempo indeterminato dalle gare. Da quel giorno Koji non era più andato in palestra.
La storia torna al presente e Yuichi spiega alla dottoressa che la sera prima era stato invitato dal fratello nel suo appartamento e qui gli era stato chiesto di partecipare al suo posto a una gara nazionale di bodybuilding. Yuichi aveva rifiutato e a causa del dolore emotivo provocato dal rifiuto del fratello, Koji era stato colpito da un attacco cardiaco ma grazie a un'ambulanza chiamata tempestivamente dal fratello riesce a salvarsi e a essere trasportato al pronto soccorso, dove si trova tuttora. Yuichi si congeda quindi dalla dottoressa dicendo di avere una cosa importante da fare. Nel frattempo un infermiere spiega al medico che il paziente portato la scorsa notte al pronto soccorso si è appena risvegliato. Quest'ultimo spiega però alla dottoressa di essere lui il vero Yuichi. Contemporaneamente si vede Koji, iscrittosi alla gara di bodybuilding con il nome di Yuichi, che ripensa alla sera prima e a come abbia quasi ucciso il fratello facendogli bere inconsapevolmente un'elevata dose di cloropicrina, un disinfestante usato in agricoltura. Tuttavia, mentre Koji sta percorrendo il corridoio che lo avrebbe portato sul palco della gara, viene sopraffatto dai suoi stessi muscoli, cresciuti improvvisamente in maniera abnorme che gli rendono impossibile qualsiasi movimento fino a farlo soffocare.